# La Station désertée
La Station désertée (en persan:  ایستگاه متروک ; Istgah-Matrouk) est un film dramatique iranien sorti en 2002, réalisé par Alireza Raisian.

## Synopsis
Un couple part en pèlerinage.

## Fiche technique
- Titre : La Station désertée
- Titre original : Istgah-Matrouk
- Réalisation : Alireza Raisian
- Scénario : Abbas Kiarostami et Kambuzia Partovi
- Production : Hossein Zandbaf
- Photographie : Mohammad Aladpoush
- Composition : Peyman Yazdanian
- Durée : 93 minutes
- Genre : Film dramatique
- Format : couleur - Son : stéréo
- Date de sortie :  Iran : 2002

## Distribution
- Leila Hatami
- Nezam Manouchehri
- Mehran Rajabi
- Mahmoud Pak Neeyat